# Erik Svedelius
Erik Svedelius, född den 19 mars 1909 i Stockholm, död den 23 april 2009 i São Paulo, var en svensk direktör och generalkonsul.

## Biografi
Svedelius var son till direktören Ernst Svedelius och Berta, född Fjästad. Han genomförde studier i Tyskland och England. Svedelius flyttade till Brasilien 1933 och var verkställande direktör för Cia T Janér i São Paulo från 1950. Han var Sveriges generalkonsul i São Paulo 1960-1976. Svedelius var ombud för Svenskar i Världen och en av grundarna till den Svensk-brasilianska handelskammaren.
Svedelius gifte sig 1937 med Helga Degrave (född 1910), dotter till ingenjören René Degrave och Margarida Degrave.